# Sonoko Čibaová
Sonoko Čibaová (japonsky 千葉 園子, * 15. června 1993 Ósaka) je japonská fotbalistka.

## Reprezentační kariéra
Za japonskou reprezentaci v letech 2016 až 2017 odehrála 5 reprezentačních utkání.

## Statistiky
| Japonsko | Japonsko | Japonsko |
| Roky     | Záp.     | Góly     |
| -------- | -------- | -------- |
| 2016     | 3        | 0        |
| 2017     | 2        | 0        |
| Celkem   | 5        | 0        |